# 名良橋拓真
名良橋 拓真(ならはし たくま、1997年5月19日 - )は、茨城県出身のサッカー選手。ポジションはゴールキーパー。
父は元日本代表の名良橋晃。

## 経歴
川崎フロンターレの下部組織を経て、阪南大学へ進学。大学ではサッカー部主将も務めた。
2020年3月に大学を卒業後は無所属となっていたが、2021年1月16日、2021シーズンより藤枝MYFCへ加入することが発表された。
2022年11月23日、藤枝MYFCは契約期間の満了と来シーズンに向けた契約更新を行わないことを発表。
同年11月29日、カンセキスタジアムとちぎで行われたJリーグ合同トライアウトに出場した。
2023年2月、沖縄SVに移籍することが発表された。
2024年1月7日、テゲバジャーロ宮崎へ完全移籍加入することが発表された。しかし出場機会は無く12月9日、24シーズン限りでの契約満了と来季の契約更新を行わない事が発表された。

## 所属クラブ
- 富士見台FC
- FCパーシモン（川崎市立土橋小学校）
- 2011年 - 2013年 川崎フロンターレU-15（川崎市立宮前平中学校）
- 2014年 - 2016年 川崎フロンターレU-18（神奈川県立川崎北高等学校）
- 2017年 - 2020年 阪南大学
- 2021年 - 2022年  藤枝MYFC
- 2023年  沖縄SV
- 2024年  テゲバジャーロ宮崎
- 2025年 -  いわてグルージャ盛岡

## 個人成績
| 国内大会個人成績 | 国内大会個人成績 | 国内大会個人成績 | 国内大会個人成績 | 国内大会個人成績 | 国内大会個人成績 | 国内大会個人成績 | 国内大会個人成績 | 国内大会個人成績 | 国内大会個人成績 | 国内大会個人成績 | 国内大会個人成績 |
| 年度             | クラブ           | 背番号           | リーグ           | リーグ戦         | リーグ戦         | リーグ杯         | リーグ杯         | オープン杯       | オープン杯       | 期間通算         | 期間通算         |
| 年度             | クラブ           | 背番号           | リーグ           | 出場             | 得点             | 出場             | 得点             | 出場             | 得点             | 出場             | 得点             |
| 日本             | 日本             | 日本             | 日本             | リーグ戦         | リーグ戦         | リーグ杯         | リーグ杯         | 天皇杯           | 天皇杯           | 期間通算         | 期間通算         |
| ---------------- | ---------------- | ---------------- | ---------------- | ---------------- | ---------------- | ---------------- | ---------------- | ---------------- | ---------------- | ---------------- | ---------------- |
| 2021             | 藤枝             | 40               | J3               | 3                | 0                | -                | -                | -                | -                | 3                | 0                |
| 2022             | 藤枝             | 40               | J3               | 0                | 0                | -                | -                | 0                | 0                | 0                | 0                |
| 2023             | 沖縄             | 21               | JFL              | 4                | 0                | -                | -                | -                | -                | 4                | 0                |
| 2024             | 宮崎             | 40               | J3               | 0                | 0                | 0                | 0                | 0                | 0                | 0                | 0                |
| 2025             | 岩手             | 40               | JFL              |                  |                  | -                | -                |                  |                  |                  |                  |
| 通算             | 日本             | 日本             | J3               | 3                | 0                | 0                | 0                | 0                | 0                | 3                | 0                |
| 通算             | 日本             | 日本             | JFL              | 4                | 0                | -                | -                | -                | -                | 4                | 0                |
| 総通算           | 総通算           | 総通算           | 総通算           | 7                | 0                | 0                | 0                | 0                | 0                | 7                | 0                |

- Jリーグ初出場 : 2021年11月7日 J3第26節 ガイナーレ鳥取戦 (Axisバードスタジアム)